# Некреси
Некреси (груз. ნეკრესი) — исторический и археологический памятник в восточной Грузии, в мхаре Кахетия, расположенный между городом Кварели и деревней Шилда, у подножья гор Большого Кавказа. На его территории находится ныне действующий Некресский монастырь, основанный в VI веке.
Некреси известен из раннесредневековых грузинских источников как некогда процветающий древний город. Серия археологических экспедиций, начавшихся в 1984 году, выявила различные особенности крупного поселения, но его размеры остаются неизвестными из-за густого лесного ландшафта и отсутствия письменных источников. Несколько крупных сооружений, раскопанных по всему участку археологического объекта и преимущественно датированных поздней Античностью, несут на себе следы землетрясений и сильных разрушений. Некреси уменьшился до размера деревни или нескольких деревень в VIII веке. Его главный монастырь продолжал функционировать, но сам город был поглощён лесом и постепенно исчез из исторической памяти до своего повторного открытия современными археологами.
К наиболее важным археологическим открытиям в Некреси относятся винодельня Нагебеби, зороастрийский храм огня, а также раннехристианские базилики Чабукаури и Долочопи.

## История

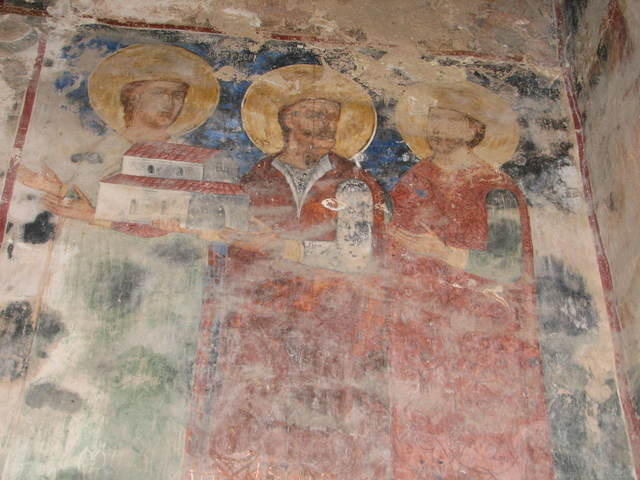
Царь Кахетии Леван со своей женой Тинатин и сыном Александром на фреске XVI века из некресской церкви Успения Пресвятой Богородицы.

Некреси (иногда его ещё называют Некриси, ещё реже — Нелкариси или Нелкари) упоминается в раннесредневековых грузинских хрониках как царский объект в Кахетии, на самом востоке исторической области Картли, известной в античных источниках как Иберия. Основание города в Некреси приписывается Фарнаджому, четвёртому в традиционном списке царей Картли и правившему в 109-90 гг. до н. э. согласно хронологии Кирилла Туманова. Девятый царь в этом списке, Аршак I (пр. 90-78 гг. до н. э.), по сообщению в хронике украсил его. Мирваноз, опекун мальчика-царя Мириана III (правившего в 284—361 годах и ставшего первым христианским царём Картли), укрепил стены города. Царю Иберии Трдату (пр. 394—406) приписывают основание христианской церкви в Некреси. Дачи, сын царя Вахтанга I (пр. 447—522), по-видимому, владел Некреси вместе с Череми в качестве своего удела.
В VI веке холм в Некреси стал домом для христианского монашеской общины, связанной в средневековой грузинской литературной традиции с Абибосом, одним из «тринадцати сирийских отцов», группой аскетов, которые распространяли монашество по всей восточной Грузии. Абибос прозелитировал среди горцев долины Арагви и противостоял зороастрийцам, по преданию будучи ими преданным смерти.
Роль Некреси в качестве крупного городского и религиозного центра в эпоху поздней Античности была подтверждена серией археологических исследований в период с 1984 по 2017 год. Руины двух больших раннехристианских базилик были обнаружены на лесистых участках Чабукаури и Долочопи, примерно в четырёх километрах друг от друга, первая была датирована по радиоуглеродному анализу периодом до 387 года, а последняя идентифицирована её исследователем, Нодаром Бахтадзе, с церковью царя Трдата. На полпути между этими базиликами, у подножия холма, на котором стоит монастырь Некреси, был раскопан зороастрийский храм огня. Из-за отсутствия письменных источников и густых зарослей, покрывающих окрестную территорию, размеры поселений Некреси неизвестны. После серии землетрясений и иностранных вторжений, особенно со стороны арабов в VIII веке, город находился в состоянии постоянного упадка. Некреси превратился в сельское поселение или группу деревень, а в позднее Средневековье и вовсе был позабыт, покрывшись густыми лесными зарослями.
Монастырь на вершине холма в Некреси продолжал функционировать и также служил резиденцией местного епископа, носившего титул Некресели. В период относительно стабильного правления кахетинских царей Левана (пр. 1518—1574 гг.) и Александра II (пр. 1574—1605 гг.) были укреплены его оборонительные сооружения. Последующие смуты и непрекращающиеся грабительские набеги со стороны соседних племён Дагестана вынудили епископа в 1785 году перевести свой престол из монастыря в относительную безопасную церкви Богоматери в соседнем селе Шилда. Вскоре после того, как в 1811 году Российская империя упразднила Грузинскую церковь, епархия Некреси была ликвидирована, а затем и сам монастырь был распущен. Оба они были восстановлены в современной Грузии после распада СССР: бывшее епископство было восстановлено как епархия Некреси в составе Грузинской православной церкви в 1995 году, а монастырь был вновь заселён монахами в 2000 году.

## Памятники

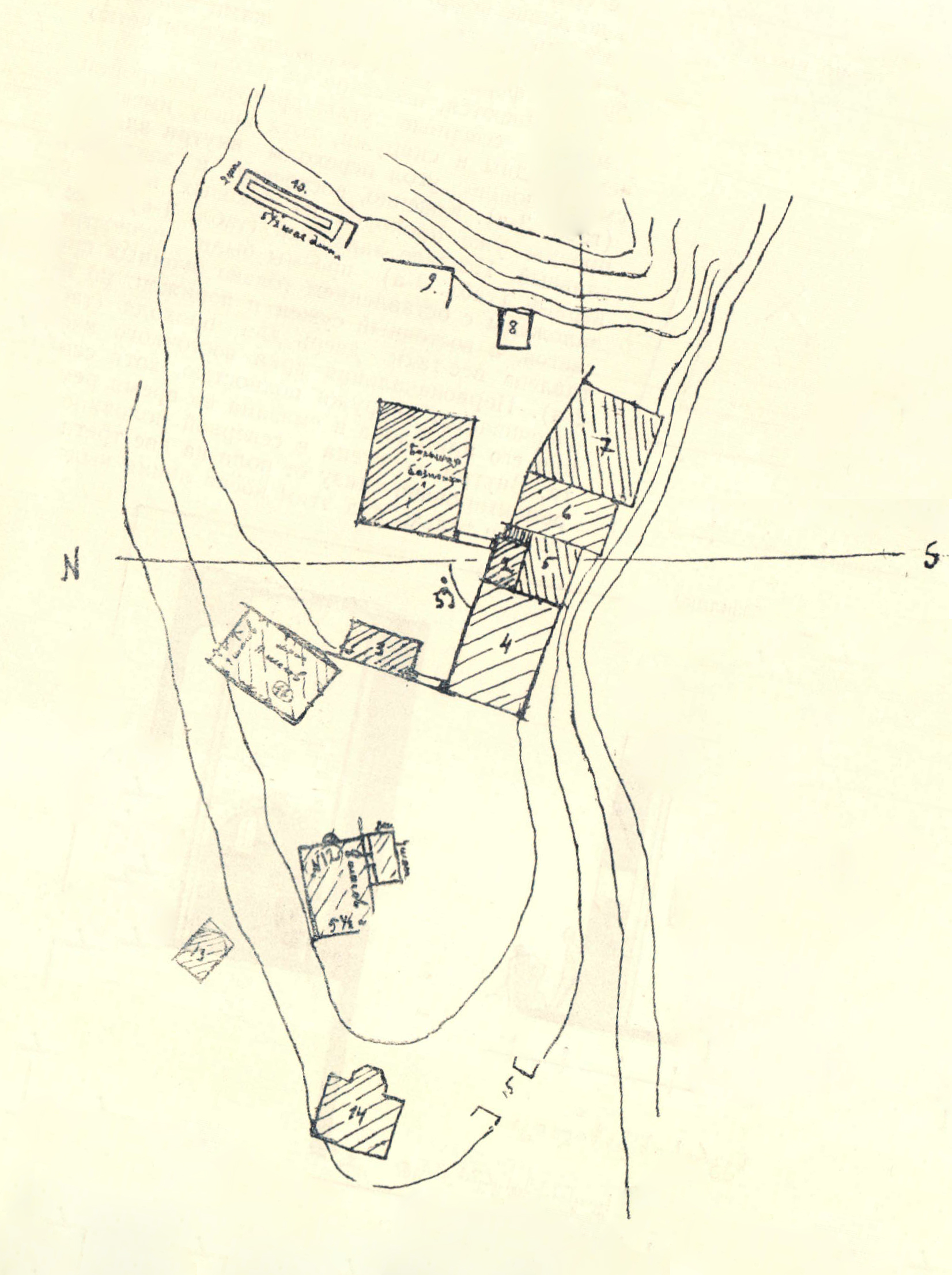
План монастыря Некреси.

Некреси занимает равнину с пахотными землями и лесистые склоны подножия самого южного ответвления хребта Большого Кавказа, между руслами рек Дуруджи и Челти. Некогда самая оживлённая часть города протянулась на 1,5 км между двумя холмами: Назвреви (буквально «холм бывших виноградников») на востоке и Самархебис-Сери («холм погребений») на западе. Первый из них увенчан монастырём Некреси, а второй содержит руины комплекса Нагебеби. Центральная часть разрушенного города содержит руины базилики Чабукаури. Ещё одно крупное поселение, вероятно самый восточный район города, находилось на левом берегу Дуруджи, где была обнаружена базилика Долочопи.

### Монастырь Некреси
Монастырь Некреси представляет собой комплекс зданий, включая трёхцерковную базилику Успения Пресвятой Богородицы и погребальную часовню (обе датируются VI веком), церковь Архангела Михаила, построенную в VIII или IX веке, епископский дворец IX века, а также трапезную XII века, оборонительную башню XVI века и руины складов и других вспомогательных сооружений. Погребальная часовня долгое время считалась, о чём впервые заявил Георгий Чубинашвили, прото-базиликой IV века и одной из самых ранних христианских церквей в Грузии, построенной на месте бывшей зороастрийской святыни, но последующие археологические раскопки не обнаружили никаких свидетельств какой-либо человеческого присутствия на этом месте ранее VI века. В итоге «базилика IV века» была окончательно идентифицирована как погребальная часовня VI века.

### Храм огня

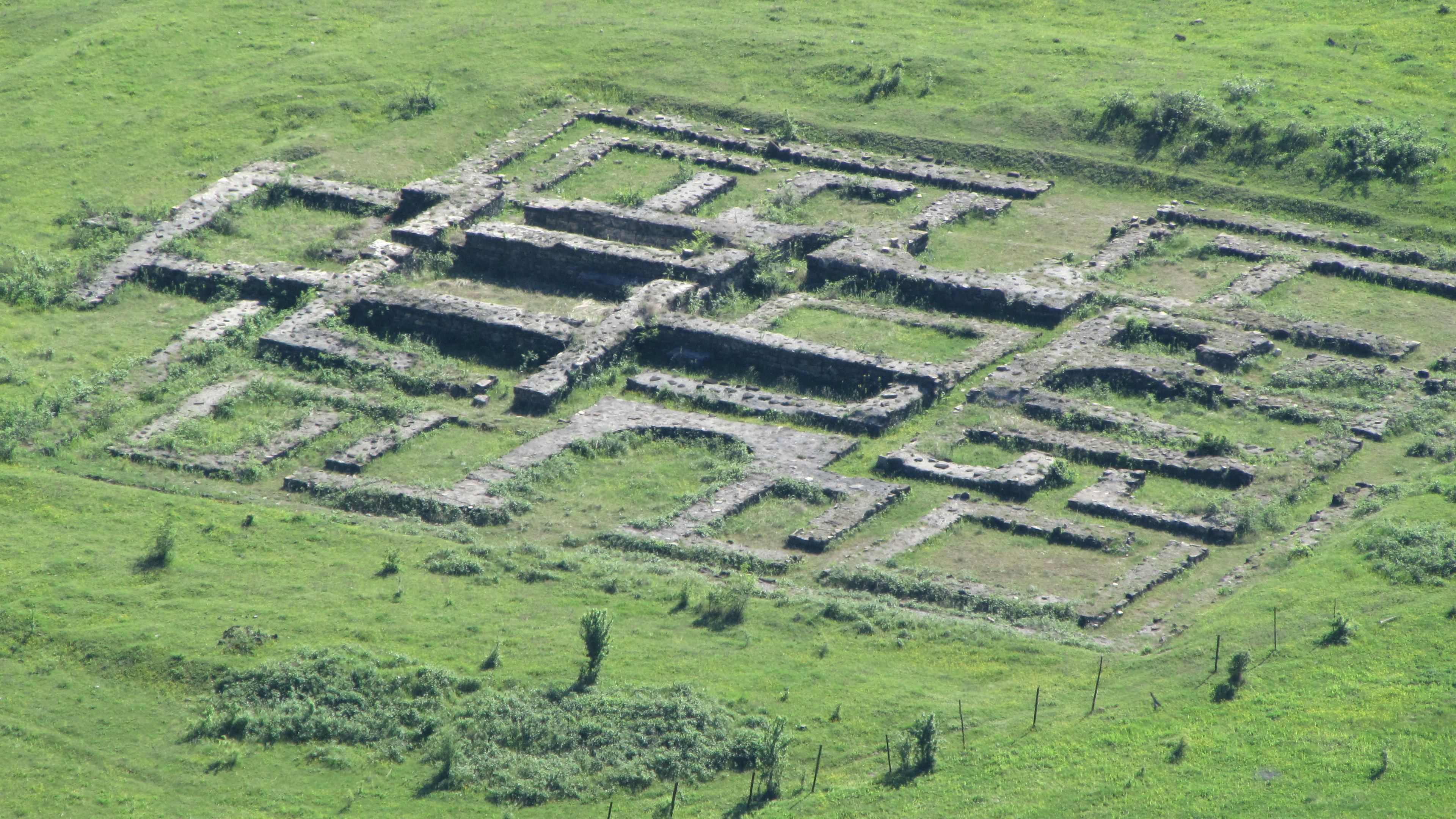
Некресский храм огня

Остатки зороастрийского святилища, условно известного как Некресский храм огня, были найдены чуть южнее монастыря, у подножия горы Назвреви. Они представляют собой сложную прямоугольную структуру в плане, которая отстраивалась дважды со II по IV век. Радиоуглеродный анализ следов угля с руин храма показал V век в качестве предполагаемого времени его разрушения. Международные исследования на этом объекте показали, что храм был устроен в соответствии с летним и зимним солнцестояниями, и он мог включать элементы солнечного поклонения. Альтернативная интерпретация состоит в том, что комплекс был манихейской святыней.

### Базилики Чабукаури и Долочопи
Руины двух больших церквей, известных как базилики Чабукаури и Долохопи, были обнаружены примерно в 1,5 км к северо-западу и 3,5 км к востоку от монастыря Некреси, соответственно, в 1998 и 2012 годах. Первая по своему типу датируются IV—V веком, а вторая относится к периоду до 387 года. Эти открытия противоречили до того времени доминировавшей теории, основанной на доказательстве, выводимом из умалчивания, что раннехристианские церковные здания в восточной Грузии обычно ограничивались небольшими и простыми часовнями. Обе эти церкви являются предшественниками трёхцерковной базилики, своеобразной грузинской конструкции, в которой прямая связь между тремя нефами отсутствовала или была значительно ограничена.

### Комплекс Нагебеби
В ходе археологических раскопок на холме Самархебис-Сери, в западной части Некреси, на месте, известном как Нагебеби, был обнаружен каменная винодельня, прямоугольная в плане и занимающая площадь в 20 на 20 метров. Он включал в себя пять вместительных винных прессов и две цистерны. Инвентарь в основном ограничивался керамикой, иногда глазурованной. Сооружение датируется IV—V веком. В слое под винодельней были обнаружены остатки дохристианского святилища, с ритуальными и жертвенными ямами, а также погребения, датируемые, исходя из особенностей найденной керамики, III—II веками до н. э.
Примерно в 30 метрах от ней находятся руины трёхцерковной базилики VI века, внешний вид которой был изменён в начале VIII века, вероятно, в результате вражеского нападения, о чём свидетельствуют следы огня. Фрагменты керамики XII—XIII веков, найденные на полу церкви, указывают на то, что церковь все ещё использовалась в тот период, в конечном итоге будучи разрушенной в XIV веке, вероятно, в результате вторжения Тимура в Грузию. Вокруг церкви расположено несколько захоронений.

#### Некресские надписи
Винодельня Нагебеби стала местом резонансного открытия, в 1986 и 1987 годах, как минимум шести фрагментированных грузинских надписей, вырезанных на каменных плитах шрифтом «асомтаврули», которые были повторно использованы при строительстве более поздних сооружений. Основываясь на личных именах, упомянутых в этих текстах, и отсутствии намёков на христианство, Леван Чилашвили, главный археолог в Некреси, датировал их дохристианским периодом. Самую раннюю надпись он отнёс к К IV—II веку до н. э., а самую позднюю — к IV веку н. э. Большинство грузинских и иностранных археологов и лингвистов, включая преемника Чилашвили Нодара Бахтадзе, считают такую датировку маловероятной и полагают, что надписи Некреси датируются в пределах признанных рамок периода раннегрузинской письменности (V веком н. э. или позднее). Стивен Рапп предполагает, что надписи могут быть примером использования грузинской письменности нехристианскими и особенно зороастрийскими общинами в позднеантичной восточной Грузии.

### Троицкая церковь
Троицкая церковь Некреси находится примерно в 3 км к юго-западу от монастыря Некреси, на лесистом холме, известном как Кудигора. Она представляет собой трёхцерковную базилику VI—VII века, занимающую площадь в 3,7 на 3,2 метров. Она, вероятно, функционировала как вспомогательная обитель и скит монастыря Некреси, который вероятно действовал до XIV века. После этого здание иногда использовалось для церковных служб жителями близлежащих деревень. В ходе археологических раскопок было обнаружено несколько погребений, куски керамики, а также бивни кабана, отложенные в слоях XI—XIII веков, напоминающие о давней традиции жертвоприношения кабана в Некреси.